# Lara Arruabarrenová

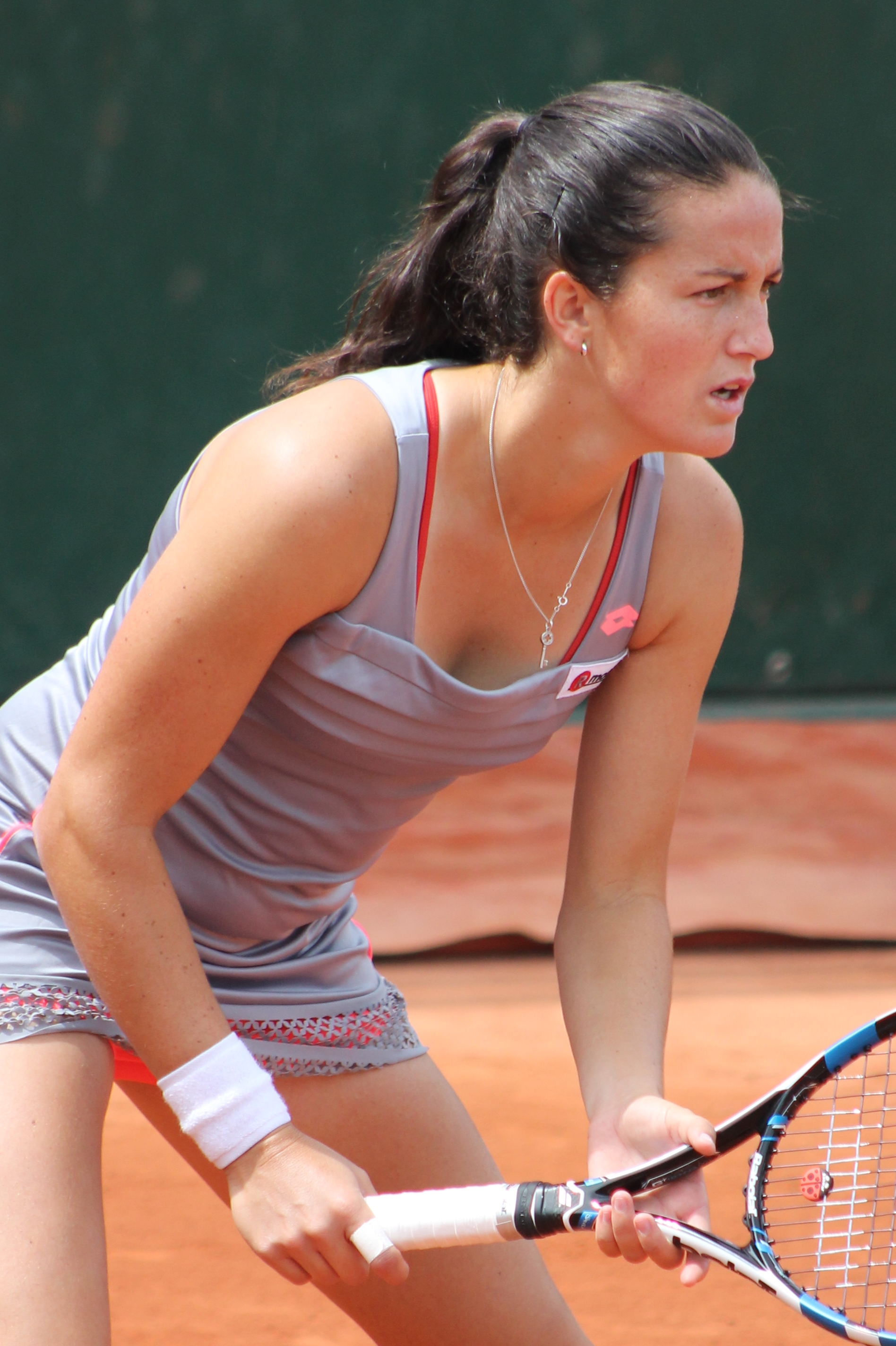
Příjem na French Open 2015

Lara Arruabarrenová nebo Arruabarrenaová, celým jménem nepřechýleně Lara Arruabarrena Vecino, (* 20. března 1992 San Sebastián) je bývalá španělská profesionální tenistka. Ve své kariéře na okruhu WTA Tour vyhrála tři turnaje ve dvouhře, když na prvním z nich triumfovala na únorovém Copa BBVA Colsanitas 2012 v kolumbijské Bogotě. Druhou trofej získala v sérii WTA 125 na calijském turnaji v únoru 2013 po výhře nad Catalinou Castañovou a třetí dosáhla na soulském Korea Open 2016. Připsala se také sedm turnajových vítězství ve čtyřhře. V rámci okruhu ITF získala dvanáct titulů ve dvouhře a devět ve čtyřhře.
Na žebříčku WTA byla nejvýše ve dvouhře klasifikována v červenci 2017 na 52. místě a ve čtyřhře pak v únoru 2016 na 28. místě. Naposledy ji Trénoval Andoni Vivanco. 
Ve španělském fedcupovém týmu debutovala roku 2015 v baráži druhé Světové skupiny proti Argentině, kde plnila roli jedničky družstva. Po výhrách nad Irigoyenovou i Ormaecheaovou přispěla dvěma body k vítězství Španělek 4:0 na zápasy. Do roku 2019 v soutěži nastoupila ke čtyřem mezistátním utkáním s bilancí 2–4 ve dvouhře a 1–0 ve čtyřhře.

## Tenisová kariéra
V juniorské čtyřhře French Open 2010 se s krajankou Maríou Teresou Torrovou Florovou probojovaly do finále, v němž podlehly maďarsko-americkému páru Tímea Babosová a Sloane Stephensová poměrem 2–6 a 3–6.
V rámci hlavních soutěží dvouhry událostí okruhu ITF debutovala v říjnu 2007, když na turnaji ve španělském Les Franqueses Del Valles s dotací 10 tisíc dolarů postoupila z kvalifikace. V úvodním kole podlehla krajance Lucii Cerverové-Vazquezové. Premiérový titul v této úrovni tenisu vybojovala v červenci 2008 na oviedském turnaji s rozpočtem deset tisíc dolarů, když ve finále zdolala Němku Hermon Berhaneovou.
V kvalifikaci singlu okruhu WTA Tour debutovala na dubnovém turnaji Andalucia Tennis Experience 2010 v Marbelle. Na úvod kvalifikace podlehla krajance Nurii Llagosteraové Vivesové. O týden později dohrála na antukovém Barcelona Ladies Open 2010 v téže fázi kvalifikace na raketě Sílvie Solerové Espinosové. Hlavní soutěž okruhu WTA si poprvé zahrála na Andalucia Tennis Experience 2011 po zvládnutém kvalifikačním sítu. V úvodním kole vyřadila Monicu Niculescuovou. Do čtvrtfinále postoupila přes Češku Sandru Záhlavovou. V něm ji zastavila druhá nasazená Ruska Světlana Kuzněcovová, které odebrala jen tři gamy.
Premiérovou trofej na okruhu WTA Tour získala na únorovém Copa BBVA Colsanitas 2012. V úvodním kole vyřadila osmou nasazenou Rakušanku Patricii Mayrovou-Achleitnerovou. V boji o titul pak zdolala ruskou hráčku Alexandru Panovovou ve dvou setech. Do elitní světové stovky se poprvé posunula ve vydání žebříčku WTA z 10. září 2012, když po US Open 2012 postoupila ze 115. na 91. příčku.
Druhou trofej pak přidala na zářijovém Korea Open 2016, hraném v Soulu. Ve druhém kole svedla třísetový boj s osmou nasazenou Američankou Louisou Chiricovou. Po zvládnutých dvou tiebreacích vyřadila ve čtvrtfinále švédskou turnajovou dvojku Johannu Larssonovou. Hladká výhra nad Rumunkou Patricií Marií Țigovou ji posunula do druhého finále kariéry. V něm zdolala rumunskou turnajovou pětku Monicu Niculescuovou po divokém třísetovém průběhu 6–0, 2–6 a 6–0. Po více než čtyřech letech čekání vybojovala singlovou trofej. Bodový zisk jí v následném vydání žebříčku WTA zajistil posun na kariérní maximum, když 26. září 2016 figurovala na 61. místě.
Debut v hlavní soutěži nejvyšší grandslamové kategorie zaznamenala v ženském singlu French Open 2012 poté, co ve třetím kole kvalifikace zdolala Garbiñe Muguruzaovou. V úvodním zápase dvouhry však uhrála jen dvě hry proti třinácté nasazené Srbce Aně Ivanovićové.

## Finále na okruhu WTA Tour
| Legenda                           |
| --------------------------------- |
| D – dvouhra; Č – čtyřhra          |
| Grand Slam (0)                    |
| Turnaj mistryň (0)                |
| Premier Mandatory & Premier 5 (0) |
| Premier (0)                       |
| International (2–2 D; 8–6 Č)      |

### Dvouhra: 4 (2–2)
| Stav       | č. | datum          | turnaj               | povrch | soupeřka ve finále        | výsledek      |
| ---------- | -- | -------------- | -------------------- | ------ | ------------------------- | ------------- |
| Vítězka    | 1. | 19. února 2012 | Bogotá, Kolumbie     | antuka | Alexandra Panovová        | 6–2, 7–5      |
| Vítězka    | 2. | 25. září 2016  | Soul, Jižní Korea    | tvrdý  | Monica Niculescuová       | 6–0, 2–6, 6–0 |
| Finalistka | 1. | 15. dubna 2017 | Bogotá, Kolumbie     | antuka | Francesca Schiavoneová    | 4–6, 5–7      |
| Finalistka | 2. | 15. dubna 2018 | Bogotá, Kolumbie (2) | antuka | Anna Karolína Schmiedlová | 2–6, 4–6      |

### Čtyřhra: 14 (8–6)
| Stav       | č. | datum             | turnaj                          | povrch     | spoluhráčka             | soupeřky ve finále                       | výsledek               |
| ---------- | -- | ----------------- | ------------------------------- | ---------- | ----------------------- | ---------------------------------------- | ---------------------- |
| Vítězka    | 1. | 14. dubna 2013    | Katovice, Polsko                | antuka (h) | Lourdes Domínguez Lino  | Ioana Olaruová Valerija Solovjovová      | 6–4, 7–5               |
| Vítězka    | 2. | 12. dubna 2014    | Bogotà, Kolumbie                | antuka     | Caroline Garciaová      | Vania Kingová Chanelle Scheepersová      | 7–6(7–5), 6–4          |
| Vítězka    | 3. | 21. září 2014     | Soul, Jižní Korea               | tvrdý      | Irina-Camelia Beguová   | Mona Barthelová Mandy Minellaová         | 6–3, 6–3               |
| Finalistka | 1. | 12. října 2014    | Ósaka, Japonsko                 | tvrdý      | Tatjana Maleková        | Šúko Aojamová Renata Voráčová            | 1–6, 2–6               |
| Vítězka    | 4. | 28. února 2015    | Acapulco, Mexiko                | tvrdý      | María Teresa Torró Flor | Andrea Hlaváčková Lucie Hradecká         | 7–6(7–2), 5–7, [13–11] |
| Finalistka | 2. | 23. května 2015   | Norimberk, Německo              | antuka     | Raluca Olaruvá          | Čan Chao-čching Anabel Medina Garrigues  | 4–6, 6–7(5–7)          |
| Finalistka | 3. | 26. července 2015 | Bad Gastein, Rakousko           | antuka     | Lucie Hradecká          | Danka Kovinićová Stephanie Vogtová       | 6–4, 4–6, [3–10]       |
| Finalistka | 4. | 8. srpna 2015     | Washington, D.C., Spojené státy | tvrdý      | Andreja Klepačová       | Belinda Bencicová Kristina Mladenovicová | 5–7, 6–7(7–9)          |
| Vítězka    | 5. | 27. září 2015     | Soul, Jižní Korea               | tvrdý      | Andreja Klepačová       | Kiki Bertensová Johanna Larssonová       | 2–6, 6–3, [10–6]       |
| Finalistka | 5. | 18. října 2015    | Hongkong, ČLR                   | tvrdý      | Andreja Klepačová       | Alizé Cornetová Jaroslava Švedovová      | 5–7, 4–6               |
| Vítězka    | 6. | 17. dubna 2016    | Bogotá, Kolumbie                | antuka     | Tatjana Mariová         | Gabriela Céová Andrea Gámizová           | 6–2, 4–6, [10–8]       |
| Vítězka    | 7. | 17. července 2016 | Gstaad, Švýcarsko               | antuka     | Xenia Knollová          | Annika Becková Jevgenija Rodinová        | 6–1, 3–6, [10–8]       |
| Finalistka | 6, | 22. července 2018 | Gstaad, Švýcarsko               | antuka     | Timea Bacsinszká        | Desirae Krawczyková Alexa Guarachiová    | 6–4, 4–6, [6–10]       |
| Vítězka    | 8. | 22. září 2019     | Soul, Jižní Korea               | tvrdý      | Tatjana Mariová         | Hayley Carterová Luisa Stefaniová        | 7–6(9–7), 3–6, [10–7]  |

## Finále série WTA 125
| Legenda                  |
| ------------------------ |
| D – dvouhra; Č – čtyřhra |
| WTA 125 (1–0 D; 1–0 Č)   |

### Dvouhra: 1 (1–0)
| Stav    | č. | datum          | turnaj         | povrch | soupeřka ve finále | výsledek |
| ------- | -- | -------------- | -------------- | ------ | ------------------ | -------- |
| Vítězka | 1. | 17. února 2013 | Cali, Kolumbie | antuka | Catalina Castañová | 6–3, 6–2 |

### Čtyřhra: 1 (1–0)
| Stav    | č. | datum         | turnaj             | povrch | spoluhráčka     | soupeřky ve finále    | výsledek              |
| ------- | -- | ------------- | ------------------ | ------ | --------------- | --------------------- | --------------------- |
| Vítězka | 1. | 4. srpna 2019 | Karlsruhe, Německo | antuka | Renata Voráčová | Chan Sin-jün Jüan Jüe | 6–7(2–7), 6–4, [10–4] |

## Finále na okruhu ITF
| $100 000 tournaments |
| $75 000 tournaments  |
| $50 000 tournaments  |
| $25 000 tournaments  |
| $10 000 tournaments  |

### Dvouhra: 14 (12–2)
| Stav       | č.  | datum              | turnaj                           | povrch | soupeřka ve finále           | výsledek      |
| ---------- | --- | ------------------ | -------------------------------- | ------ | ---------------------------- | ------------- |
| Vítězka    | 1.  | 5. července 2008   | Oviedo, Španělsko                | tvrdý  | Hermon Brhaneová             | 7–6(7–2), 6–4 |
| Finalistka | 1.  | 26. října 2008     | Sant Cugat del Vallès, Španělsko | antuka | Eva Fernándezová-Bruguésová  | 4–6, 6–7      |
| Vítězka    | 2.  | 26. dubna 2009     | Torrent, Španělsko               | antuka | Marta Marrerová              | 6–2, 6–3      |
| Vítězka    | 3.  | 20. září 2009      | Lleida, Španělsko                | antuka | Diana Enacheová              | 6–3, 5–7, 6–2 |
| Vítězka    | 4.  | 24. října 2009     | Sevilla, Španělsko               | antuka | Neda Kozićová                | 6–1, 6–2      |
| Vítězka    | 5.  | 9. května 2010     | Badalona, Španělsko              | antuka | Jevgenija Krivoručková       | 6–4, 6–3      |
| Vítězka    | 6.  | 7. listopadu 2010  | Mallorca 4, Španělsko            | antuka | Sandra Solerová Solaová      | 6–3, 6–3      |
| Vítězka    | 7.  | 14. listopadu 2010 | Mallorca 5, Španělsko            | antuka | Maria João Köhlerová         | 7–6(7–2), 6–3 |
| Vítězka    | 8.  | 28. listopadu 2010 | Vallduxo, Španělsko              | antuka | Nanuli Pipijová              | 7–5, 7–6(8–6) |
| Vítězka    | 9.  | 5. prosince 2010   | Vinaròs, Španělsko               | antuka | Cristina Dinuová             | 6–2, 6–0      |
| Vítězka    | 10. | 13. února 2011     | Mallorca 2, Španělsko            | antuka | Conny Perrinová              | 6–1, 6–2      |
| Vítězka    | 11. | 13. března 2011    | Madrid, Španělsko                | antuka | Leticia Costasová-Moreiraová | 6–4, 6–2      |
| Vítězka    | 12. | 17. srpna 2014     | Bogotá, Kolumbie                 | antuka | Johanna Larssonová           | 6–1, 6–3      |
| Finalistka | 2.  | 3. dubna 2016      | Osprey, Spojené státy            | tvrdý  | Madison Brengleová           | 6–4, 4–6, 3–6 |

### Čtyřhra: 15 (9–6)
| Stav       | č. | datum              | turnaj                           | povrch | spoluhráčka              | soupeřky ve finále                              | výsledek         |
| ---------- | -- | ------------------ | -------------------------------- | ------ | ------------------------ | ----------------------------------------------- | ---------------- |
| Finalistka | 1. | 25. dubna 2009     | Torrent, Španělsko               | antuka | Carla Rosetová Francová  | Martina Caciottiová Nicole Clericová            | 6–7, 6–0, [9–11] |
| Vítězka    | 1. | 5. září 2009       | Mollerussa, Španělsko            | tvrdý  | Carla Rosetová-Francová  | Tatiana Buaová Inés Ferrero Suárez              | 6–3, 2–6, [10–6] |
| Vítězka    | 2. | 28. listopadu 2009 | Vallduxo, Španělsko              | antuka | Amanda Carrerasová       | Yera Campos-Molina Sandra Solerová-Solaová      | 6–4, 3–6, [11–9] |
| Vítězka    | 3. | 3. července 2010   | Mont-de-Marsan, Francie          | antuka | Inés Ferrerová Suárezová | Nadija Kičenoková Constance Sibilleová          | 6–3, 6–1         |
| Finalistka | 2. | 13. srpna 2010     | Koksijde, Belgie                 | antuka | María-Teresa Torró Flor  | Nicole Clericová Justine Ozgaová                | 7–5, 4–6, [6–10] |
| Vítězka    | 4. | 9. října 2010      | Madrid, Španělsko                | antuka | María-Teresa Torró Flor  | Irina-Camelia Beguová Elena Bogdanová           | 6–4, 7–5         |
| Vítězka    | 5. | 6. listopadu 2010  | Mallorca, Španělsko              | antuka | Inés Ferrerová-Suárezová | Maria João Köhlerová Avgusta Cybyševová         | 7–5, 6–2         |
| Finalistka | 3. | 27. listopadu 2010 | Vallduxo, Španělsko              | antuka | Benedetta Davatová       | Amanda Carrerasová Andrea Gamízová              | 6–7(5–7), 3–6    |
| Vítězka    | 6. | 10. září 2011      | Biella, Itálie                   | antuka | Jekatěrina Ivanovová     | Janette Husárová Renata Voráčová                | 6–3, 0–6, [10–3] |
| Vítězka    | 7. | 23. října 2011     | Sevilla, Španělsko               | antuka | Estrella Cabeza Candela  | Leticia Costas-Moreira Inés Ferrerová Suárezová | 6–4, 6–4         |
| Finalistka | 4. | 9. července 2012   | Biarritz, Francie                | antuka | Mónica Puigová           | Severine Beltrameová Laura Thorpeová            | 2–6, 3–6         |
| Finalistka | 5. | 7. října 2013      | Sant Cugat del Vallès, Španělsko | antuka | Amanda Carrerasová       | Tatiana Búová Andrea Gámizová                   | 6–4, 2–6, [7–10] |
| Finalistka | 6. | 26. května 2014    | Grado, Itálie                    | antuka | Florencia Molinerová     | Verónica Cepede Royg Stephanie Vogtová          | 4–6, 2–6         |
| Vítězka    | 8. | 16. srpna 2014     | Bogotá, Kolumbie                 | antuka | Florencia Molinerová     | Melanie Klaffnerová Patricia Mayr-Achleitner    | 6–2, 6–0         |
| Vítězka    | 9. | 13. října 2019     | Riba-roja de Túria, Španělsko    | antuka | Sara Erraniová           | Ioana Loredana Roșcová Marie Benoîtová          | 3–6, 6–4, [10–8] |

## Finále juniorských Grand Slamů

### Čtyřhra juniorek: 1 (0–1)
| Stav       | rok  | turnaj      | povrch | spoluhráčka                  | soupeřky ve finále                | výsledek |
| ---------- | ---- | ----------- | ------ | ---------------------------- | --------------------------------- | -------- |
| Finalistka | 2010 | French Open | antuka | María Teresa Torrová Florová | Tímea Babosová Sloane Stephensová | 2–6, 3–6 |

## Postavení na konečném žebříčku WTA

### Dvouhra
| Rok    | 2008 | 2009   | 2010   | 2011   | 2012  | 2013   | 2014  | 2015  | 2016  | 2017  |
| Pořadí | 725. | ▲ 458. | ▲ 396. | ▲ 167. | ▲ 77. | ▼ 100. | ▲ 88. | ▲ 86. | ▲ 66. | ▼ 84. |

### Čtyřhra
| Rok    | 2009   | 2010   | 2011   | 2012   | 2013   | 2014  | 2015  | 2016  | 2017  |
| Pořadí | ▲ 495. | ▲ 307. | ▲ 176. | ▼ 211. | ▲ 106. | ▲ 64. | ▲ 31. | ▼ 59. | ▼ 78. |